# Disocactus ackermannii

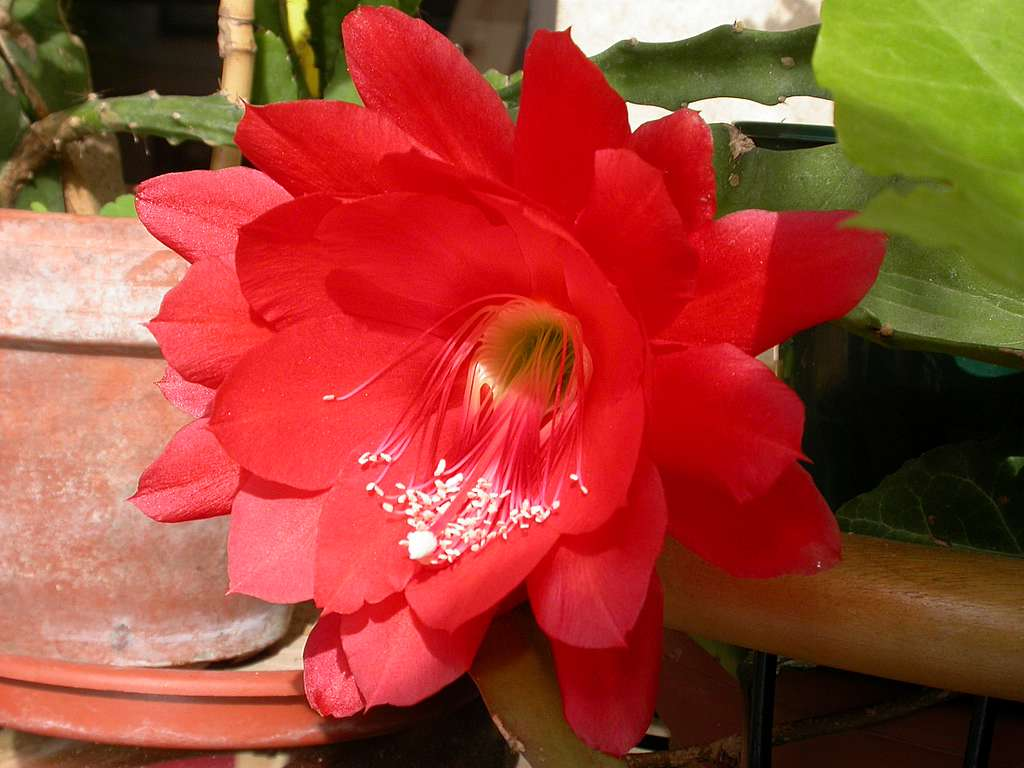
Blüte

Disocactus ackermannii ist eine Pflanzenart aus der Gattung Disocactus in der Familie der Kakteengewächse (Cactaceae). Das Artepitheton ackermannii ehrt den deutschen Kakteenzüchter Georg Ackermann.

## Beschreibung
Disocactus ackermannii wächst überhängend basal verzweigend und wird ohne Verlängerungstriebe bis zu 1 Meter lang. Die Basis der Triebe ist drehrund und 10 bis 18 Zentimeter lang; im oberen Teil abgeflacht und 10 bis 70 Zentimeter lang und 5 bis 7 Zentimeter breit mit zum Teil wellig geformten Rändern, die dunkelgrün bis bräunlich werden. Die scharlachroten mit grünem Schlund gebogenen und trichterförmigen Blüten sind 11 bis 14 Zentimeter lang. Die Früchte sind eiförmig, zum Teil länglich, grün bis rötlichbraun und 4 Zentimeter lang und 2 bis 2,5 Zentimeter im Durchmesser.

## Verbreitung, Systematik und Gefährdung
Disocactus ackermannii ist in den mexikanischen Bundesstaaten Oaxaca, Chiapas und Veracruz verbreitet und kommt in Höhenlagen zwischen 1800 und 2450 Metern vor.
Die Erstbeschreibung als Epiphyllum ackermannii erfolgte 1829 durch Adrian Hardy Haworth. Ralf Bauer stellte die Art 2003 in die Gattung Disocactus. Weitere nomenklatorische Synonyme sind Cactus ackermannii (Haw.) Lindl. (1830), Phyllocactus ackermannii (Haw.) Lindl. (1830), Cereus ackermannii (Haw.) Otto ex Pfeiff. (1837), Phyllocactus ackermannii (Haw.) Salm-Dyck (1841), Nopalxochia ackermannii (Haw.) F.M.Knuth (1936), Weberocereus ackermannii (Haw.) S.S.Ying (1992) und Heliocereus ackermannii (Haw.) Doweld (2002).
Es werden folgende Unterarten unterschieden:
- Disocactus ackermannii subsp. ackermannii:
 Die Nominatform hat abgeflachte Triebe mit 35 bis 75 Zentimeter Länge. Die Blüten sind 10 bis 15 Zentimeter im Durchmesser groß. Die Perianthsegmente sind 7 bis 10 Zentimeter lang.
- Disocactus ackermannii subsp. conzattianus (T.MacDoug.) Ralf Bauer:
 Die Erstbeschreibung als Nopalxochia conzattianum wurde 1947 von T. MacDougall vorgenommen.[4] Ralf Bauer stellte die Art 2003 in die Gattung  Disocactus.[5] Die abgeflachten Triebe haben eine Länge von 10 bis 50 Zentimeter. Die Blüten sind 4,5 bis 6 Zentimeter im Durchmesser groß. Die Perianthsegmente sind 4 bis 6 Zentimeter lang.

In der Roten Liste gefährdeter Arten der IUCN wird die Art als „Least Concern (LC)“, d. h. als nicht gefährdet geführt.

## Nachweise